# Falso amico
In linguistica, un falso amico è un lemma o frase che ha grafia o suono uguali o molto simili in due lingue, ma significato differente, pur presentando una notevole somiglianza morfologica e/o fonetica e condividendo le radici con termini di un'altra lingua.
Le coppie di falsi amici sono più comuni fra le lingue imparentate storicamente, oppure in stretto contatto le une con le altre, piuttosto che fra due lingue che si sono evolute in maniera indipendente. Nel primo caso l'ascoltatore è incline a presumere che a una somiglianza nella pronuncia o nella grafia corrisponda un'affinità a livello semantico; nel secondo caso si tende a presumere che si tratti di una semplice coincidenza.

## Origine del termine
La locuzione (francese) faux amis è stata creata da M. Koessler e J. Derocquigny. Equivalenti del francese faux amis sono l'inglese false friends, il tedesco falsche Freunde, lo spagnolo falsos amigos, e l'italiano falsi amici.
I falsi amici sono omonimi (o quasi) ma mai sinonimi. Detto altrimenti, sono parole di forma simile che differiscono nel significato.
I falsi amici vengono spesso confusi con le “parole affini” (o “parole imparentate”; ingl. cognates),  parole di una stessa lingua (o di due lingue diverse) che, pur essendo simili nella forma e nel significato, hanno radici diverse.
Sia i falsi amici che le parole imparentate possono creare difficoltà agli studenti che imparano una lingua straniera, soprattutto se questa è molto vicina alla loro lingua madre (i falsi amici sono particolarmente numerosi, per es., tra lingue romanze come l'italiano e lo spagnolo), per via delle interferenze linguistiche. A causa di questa somiglianza, chi impara una seconda lingua rischia di usare in modo scorretto una parola. «Si potrebbe pensare di riuscire a immaginare il significato delle parole embarazada, tasten [...] rispettivamente in spagnolo e tedesco [...] ». Alcune parole sono in tutto e per tutto falsi amici: non hanno mai lo stesso significato. Per esempio, il verbo inglese to attend non corrisponde al francese attendre. Tuttavia, alcune parole possono considerarsi falsi amici solo in parte: possono avere lo stesso significato ma in un contesto specifico, come la parola convention che in francese significa accord ma in nessun caso può avere il significato di congrès.
Non sono falsi amici, né vanno considerati come tali, quei termini stranieri che in italiano definiscono qualcosa che nella lingua d'origine è identificato con tutt'altro termine: è il caso per esempio, rimanendo alla lingua inglese, della giacca da sera nota in italiano come smoking (in inglese tuxedo), oppure della maglia di lana o di cotone chiamata golf (in inglese cardigan); oppure del ruolo del difensore centrale nel gioco del calcio, in italiano chiamato stopper (e in inglese half-back o centre-back).

## Come nasce un falso amico
Da un punto di vista etimologico, i falsi amici si possono formare in molti modi. I prestiti da una lingua all'altra portano alla creazione di quello che oggi definiamo un falso amico: una lingua A prende in prestito una parola dalla lingua B, e successivamente, o la parola assume un significato leggermente diverso oppure prende un significato aggiuntivo. In altri casi, le parole con la stessa radice in lingue diverse si sviluppano separatamente. Alcune parole, sebbene non abbiano la stessa radice, si sono trasformate nei secoli e hanno finito per avere una pronuncia simile. Per esempio, la parola inglese actual ha un significato diverso da quello che possiedono alcune parole che hanno la stessa radice e che appartengono ad altre lingue europee come actuel, aktuell, actual [spagnolo] e attuale. Altri falsi amici derivano da alfabeti diversi, omografi o pseudoanglicismi.
I falsi amici rendono più difficile l'apprendimento di una lingua. Di fatto, quando ci si trova davanti a una parola straniera che sembra simile a una parola appartenente alla propria lingua madre, si tende a pensare che le due parole abbiano lo stesso significato. Automaticamente si è indotti a pensare che il significato sia lo stesso in entrambe le lingue, in base al principio dell'analogia. Molti errori commessi nelle traduzioni sono causati da una "pigrizia linguistica".
Secondo Koessler, il concetto di falso amico è relativo ed elastico. È relativo perché dipende dalla conoscenza delle lingue da parte del traduttore. È elastico perché più un traduttore padroneggia una lingua, minori saranno le possibilità di interpretare male il testo. Inoltre, per coloro che non conoscono nulla di una lingua, tutte le parole della lingua straniera simili a quelle della lingua madre possono considerarsi falsi amici.
Oggi vengono pubblicati numerosi dizionari di falsi amici che aiutano i traduttori a evitare interpretazioni sbagliate. I traduttori, però, dovrebbero sempre tenere a mente che il rischio di commettere errori si manifesta quando ci si abbandona a riflessi automatici di traduzione, invece di pensare attivamente.

## Esempi
Qui di seguito sono elencati alcuni esempi di falsi amici da italiano ad alcune altre lingue.

### Da italiano a inglese
| Il termine   | significa | e non                                       | che invece è reso da                                                                  |
| ------------ | --- | ------------------------------------------- | ------------------------------------------------------------------------------------- |
| actual       | vero, effettivo | attuale                                     | current                                                                               |
| ape          | scimmia | ape                                         | bee                                                                                   |
| advocate     | sostenitore, attivista, propugnatore di una causa (benché il significato di "avvocato" sia tuttora un'accezione molto arcaica del termine) | avvocato                                    | lawyer, barrister, solicitor, attorney                                                |
| to annoy     | infastidire | annoiare                                    | to bore                                                                               |
| argument     | litigio | argomento                                   | topic                                                                                 |
| to attend    | frequentare | attendere                                   | to wait                                                                               |
| brave        | coraggioso | bravo                                       | good, fine, capable                                                                   |
| carbon       | carbonio | carbone                                     | coal                                                                                  |
| casual       | informale | casuale                                     | random                                                                                |
| cognate      | etimologicamente apparentato, avente radice comune                                                                                         | cognato / cognata                           | brother-in-law, sister-in-law                                                         |
| cold         | freddo | caldo                                       | warm                                                                                  |
| condition    | patologia, malattia | condizione                                  | condition, circumstance                                                               |
| consistent   | coerente | consistente                                 | substantial                                                                           |
| convenient   | adatto, comodo, opportuno, pratico, utile                                                                                                  | conveniente (economico, a buon mercato)     | cheap                                                                                 |
| council      | concilio | consiglio inteso come suggerimento          | advice                                                                                |
| delusion     | illusione, delirio | delusione                                   | disappointment                                                                        |
| educated     | istruito | educato (di buone maniere)                  | polite                                                                                |
| to excite    | emozionare | eccitare                                    | to get hot                                                                            |
| effective    | efficace, produttivo | effettivo                                   | actual                                                                                |
| estate       | tenuta, proprietà, bene | estate                                      | summer                                                                                |
| eventual     | finale, definitivo | eventuale                                   | possible                                                                              |
| exhibition   | esposizione, mostra | esibizione                                  | performance                                                                           |
| to expect    | presagire, prefigurarsi, attendere un avvenimento, essere in gravidanza                                                                    | aspettare (nel senso di attendere qualcuno) | to wait                                                                               |
| factory      | fabbrica, industria | fattoria                                    | farm                                                                                  |
| final        | ultimo (nel senso di estremo), definitivo                                                                                                  | finale                                      | last                                                                                  |
| finger       | dito | fingere                                     | to pretend                                                                            |
| fine         | multa | fine                                        | elegant                                                                               |
| grass        | erba | grasso                                      | fat                                                                                   |
| grape        | uva | grappa                                      | grappa                                                                                |
| grave        | tomba | grave                                       | severe                                                                                |
| library      | biblioteca | libreria                                    | bookshelf, bookcase (nel senso di mobile); bookshop, bookstore (nel senso di negozio) |
| lung         | polmone | lungo                                       | long                                                                                  |
| lurid        | vivido, sgargiante | lurido                                      | dirty, smutty                                                                         |
| luxury       | lusso | lussuria                                    | lust                                                                                  |
| maroon       | amaranto, granata (colori) | marrone                                     | brown                                                                                 |
| mayor        | sindaco | maggiore                                    | major                                                                                 |
| misery       | tristezza, squallore | miseria                                     | poorness, poverty                                                                     |
| mite         | piccolo oggetto, piccolo essere | mito                                        | myth                                                                                  |
| morbid       | morboso, insano, ossessivo | morbido                                     | soft                                                                                  |
| novel        | romanzo | novella                                     | short story, short tale, novella                                                      |
| ostrich      | struzzo | ostrica                                     | oyster                                                                                |
| parent       | genitore | parente                                     | relative                                                                              |
| parole       | libertà sulla parola - sospensione condizionale della pena                                                                                 | parola                                      | word                                                                                  |
| pavement     | marciapiede | pavimento                                   | floor                                                                                 |
| pepperoni    | salsiccia americana | peperoni                                    | bell pepper                                                                           |
| physician    | medico | fisico                                      | physicist                                                                             |
| preservative | conservante | preservativo                                | condom, prophylactic                                                                  |
| to pretend   | fingere | pretendere                                  | to claim                                                                              |
| to realize   | comprendere | realizzare                                  | to carry out, to come true                                                            |
| sane         | mentalmente sano | sano                                        | healthy                                                                               |
| sensible     | assennato, ragionevole | sensibile                                   | sensitive                                                                             |
| severe       | grave | severo                                      | strict, severe                                                                        |
| stranger     | estraneo, sconosciuto | straniero                                   | foreigner                                                                             |
| silicon      | silicio | silicone                                    | silicone                                                                              |
| syndicate    | associazione | sindacato                                   | trade union                                                                           |
| tap          | rubinetto | tappo                                       | cap                                                                                   |
| turkey       | tacchino | turchi                                      | turkish                                                                               |
| very         | molto | vero                                        | true                                                                                  |
| vicious      | aggressivo, violento, feroce, crudele | vizioso                                     | lustful, depraved                                                                     |

### Da italiano a francese
| Il termine | significa          | e non     | che invece è reso da |
| ---------- | ------------------ | --------- | -------------------- |
| bougie     | candela            | bugia     | mensonge             |
| coude      | gomito             | coda      | queue                |
| déjeuner   | pranzare           | digiunare | jeûner               |
| fermer     | chiudere           | fermare   | arrêter              |
| salir      | sporcare           | salire    | monter               |
| asile      | manicomio          | asilo     | école maternelle     |
| pingouin   | alca, gazza marina | pinguino  | manchot              |
| fantaisie  | fantasticheria     | fantasia  | imagination          |
| dépister   | rintracciare       | depistare | dérouter             |
| salade     | insalata           | salato    | salé                 |
| morbide    | morboso            | morbido   | doux                 |

### Da italiano ad albanese
Un tipico esempio di falso amico nella lingua albanese è verdhë, che si riferisce a un colore differente («giallo» e non «verde», che è gjelbër). In questo caso, la parola è un'adozione di una parola latina (viridis) che ha cambiato il suo significato originale.

### Da italiano a latino
Un tipico esempio di falso amico in latino, invece, è bellum, che significa guerra (la traduzione latina di bello è pulcher). È possibile costruire frasi formate da falsi amici, ad esempio: I vitelli dei romani sono belli e Cane Nero magna bella Persica.

### Da italiano a spagnolo
Un esempio di falso amico nella lingua spagnola è salir, che in italiano vuol dire "uscire" e non "salire", tradotto invece con il termine subir. Termine che a sua volta può fare pensare all'italiano "subire", il quale invece si traduce con sufrir. Anche in questo caso derivano entrambi dal latino salire (che però voleva dire saltare).
Un altro esempio è "gracioso", che significa "mattacchione", "divertente" e non "grazioso", tradotto in spagnolo con varie parole a seconda del contesto.
Altri esempi:
| Il termine | significa            | e non               | che invece è reso da |
| ---------- | -------------------- | ------------------- | -------------------- |
| aceite     | olio                 | aceto               | vinagre              |
| acostarse  | andare a letto       | accostarsi          | acercarse            |
| andar      | camminare            | andare              | ir                   |
| arroz      | riso                 | arrosto             | asado                |
| asilo      | ospizio              | asilo (per bambini) | guardería            |
| burro      | asino                | burro               | mantequilla          |
| caldo      | brodo                | caldo               | caliente             |
| cámara     | macchina fotografica | camera              | cuarto               |
| carta      | lettera              | carta               | papel                |
| cava       | spumante             | cava                | cantera              |
| cero       | zero                 | cero                | vela                 |
| confeti    | coriandoli           | confetti            | peladillas           |
| constipado | raffreddato          | costipato           | estreñido            |
| contestar  | rispondere           | contestare          | objetar              |
| cura       | prete                | cura                | tratamiento          |
| en seguida | subito               | in seguito          | como consecuencia    |
| demanda    | causa                | domanda             | pregunta             |
| embarazo   | gravidanza           | imbarazzo           | turbación            |
| equipaje   | bagaglio             | equipaggio          | tripulación          |
| espalda    | schiena              | spalla              | hombro               |
| estanco    | tabaccheria          | stanco              | cansado              |
| exprimir   | spremere             | esprimere           | expresar             |
| filo       | lama                 | filo                | hilo                 |
| gamba      | gambero              | gamba               | pierna               |
| género     | genere               | genero              | yerno                |
| guardar    | conservare           | guardare            | mirar                |
| habitación | stanza               | abitazione          | vivienda             |
| hombre     | uomo                 | ombre               | sombras              |
| largo      | lungo                | largo               | ancho                |
| lobo       | lupo                 | lobo                | lóbulo               |
| luego      | dopo                 | luogo               | lugar                |
| lupa       | lente                | lupa                | loba                 |
| mantel     | tovaglia             | mantello            | capa                 |
| manzana    | mela                 | melanzana           | berenjena            |
| meter      | introdurre           | mettere             | poner                |
| mirar      | guardare             | mirare              | apuntar              |
| móvil      | telefono cellulare   | mobile              | mueble               |
| negocio    | affare               | negozio             | tienda               |
| novela     | romanzo              | novella             | cuento               |
| nudo       | nodo                 | nudo                | desnudo              |
| oficina    | ufficio              | officina            | taller               |
| pelo       | capelli              | pelo                | vello                |
| prender    | accendere            | prendere            | coger / tomar        |
| presidio   | prigione             | presidio            | guarnición           |
| primo      | cugino               | primo               | primero              |
| pronto     | presto               | pronto              | listo                |
| rata       | ratto                | rata                | plazo                |
| rato       | momento              | ratto               | rata                 |
| salir      | uscire               | salire              | subir                |
| sembrar    | seminare             | sembrare            | parecer              |
| subir      | salire               | subire              | sufrir               |
| tienda     | negozio              | tenda               | cortina              |
| toalla     | asciugamano          | tovaglia            | mantel               |
| todavía    | ancora               | tuttavia            | sin embargo          |
| topo       | talpa                | topo                | ratón                |
| vaso       | bicchiere            | vaso                | florero              |